# اقباش
آقباش یک روستا در ایران است که در دهستان سنجبد شمالی واقع شده‌است. آقباش اسم یک روستای بسیار زیبایی از توابع شهرستان کوثر استان اردبیل است. این روستا ۱۰۵ نفر جمعیت دارد. 
در زمان نه چندان دور به گویش کردی کرمانجی و ترکی صحبت میکردند واحتمالا در اوایل سکونت این ایل در روستا دارای لباس محلی و بالاپوش(کلاه) سفید بودند و به همین علت ساکنین همجوار آنجا آقباش(آغباش) نامیدند.